# Игра для двоих (фильм, 1926)
«Игра для двоих» (англ. Two Can Play) — немой чёрно-белый фильм 1926 года. Сохранился лишь небольшой фрагмент фильма.

## Сюжет
Дороти, племянница богатого финансиста Джона Хэммиса, влюблена в некоего Джеймса Рэдли. Хэммис не одобряет её выбор, предпочитая, чтобы девушка связала свою судьбу с его другом, бывшим летчиком Робертом Маквортом. Он просит Макворта, чтобы тот нашёл компромат на Рэдли — нечто, что могло бы дискредитировать его в глазах Дороти. Макворт подозревает Рэдли в воровских наклонностях и, планируя схватить молодого человека с поличным, оставляет на видном месте несколько жемчужин. Когда его план проваливается, он заманивает Дороти и Рэдли на пустынный остров, инсценировав аварийную посадку самолета. Но Рэдли проявляет свои лучшие качества и вопреки обстоятельствам одерживает верх над Маквортом. В конце фильма Дороти и Джеймс женятся.

## В ролях
| Актёр             | Роль           |
| ----------------- | -------------- |
| Джордж Фосетт     | Джон Хэммис    |
| Клара Боу         | Дороти Хэммис  |
| Аллан Форрест     | Джеймс Рэдли   |
| Уоллес Макдональд | Роберт Макворт |